# دام فولنربل لينكس
دام فولنِربُل لينُكس (بالإنجليزية: Damn Vulnerable Linux)‏ (DVL) هي تَوزيعة لِينُكس موقوفٌ إصدارها، بُنيَت على سلاكوير وسلاكس، وتستخدم كدي وفلكس بوكس، وُجِّهت لِطَلَبَةِ أمن الحاسوب. تُتاح التوزيعة على قرص حي مُباشر، ويمكن تشغيلها من خلال آلة افتراضية (مثل: فيرشوال بوكس) داخل نِظام التَّشغيل المُضيف.

## تاريخ
تم إنشاء توزيعة دام فولنِربُل لينُكس من قِبَل ثروستِن شنايدر (بالإنجليزية: Thorsten Schneider)‏، مؤسس مختبر تيتو هاك (بالإنجليزية: TeutoHack)‏ في جامعة بيليفيلد، لاستخدامها كنظام تدريب لِمُحاضراته الجامعية، طُوِّرت هذهِ التوزيعة لتكون ضعيفةً قدر الإمكان، وذلك لتعليم مواضيع مثل الهندسة العكسيَّة لِنص واجهة الأوامر البرمجي، وتجاوز سعة المخزن المؤقت، وتطوير نصوص واجهة الأوامر البرمجيَّة، واستغلالات الويب، وحقن إس كيو إل.

## استخدام التَّوزيعة
يُشار إلى أنَّ هذهِ التوزيعة غير جيِّدة للاستخدام العادي؛ حيثُ أمضى مطوروها ساعاتٍ في إضافة برامج قديمة ومُعطلة وسيئة التهيئة وقابِلة للاستغلال، وهذا يجعلها عُرضة للهجمات، يتم اعتبار التوزيعة بأنَّها الأكثر ضعفًا، وهي — في الأصل — غير مُوجهة للاستخدام على سطح المكتب الخاص بالمُستخدم، وتوجيهها الأساسي كان لِطَلَبَةِ أمن الحاسوب والباحثين المُهتمين بهذا المجال.